# Channa andrao
Channa andrao (in de media benoemd als dwergslangenkopvis) is een straalvinnige vissensoort uit de familie van de slangenkopvissen (Channidae). De wetenschappelijke naam van de soort is voor het eerst geldig gepubliceerd in 2013 door Britz.
Het is een roofdier dat voorkomt in de Indiase deelstaat West-Bengalen. Het dier kan lucht opnemen buiten water en tot vier dagen op land overleven. Het beweegt zich over land van het ene naar het andere watergebied. De vis kan ongeveer een kwartmijl per dag afleggen. Het dier is helblauw en wordt maximaal een meter lang.